# ریکونیو کول
ریکونیو کول (متولد ۶ ژوئن ۲۰۰۲) یک فوتبالیست هلندی می باشدکه برای  یونگ آزد بازی می کند.

## حرفه
کوال در ۱۹ ژوئن ۲۰۲۱ یک قرارداد حرفه ای با یونگ آزد امضا کرد.  کوال نخستین بازی حرفه ای خود را در لیگ دسته نخست فوتبال هلند در برابر آلمر سیتی در پیروزی۲-۱ در ۹ اوت ۲۰۲۱ انجام داد. 